# Kwak Ji-min
Kwak Ji-min (de nacimiento Kwak Sun-hee) es una actriz surcoreana. Conocida en el extranjero por su destacado papel en la película Samaritan Girl, por la que ganó el premio a Mejor Actriz revelación en 2004 en el Busan Film Critics Awards.

## Filmografía

### Cine
- And the Sun (short film, 2013)
- My PS Partner (2012) - Ara
- The Wedding Scandal (2012) - Jung-eun/So-eun[3]
- The Beat Goes On (2012) - Jo Ara
- Link (2011) - Park Soo-jung[4]
- Flipping (short film, 2010) - Mi-yong[5]
- Girl by Girl (2007) - Oh Se-ri
- Red Eye (2005) - So-hee
- Samaritan Girl (2004) - Yeo-jin
- Wishing Stairs (2003) - estudiante de danza

### Serie de televisión
- Shining Romance (MBC, 2013) - Oh Yoon-na
- Good Doctor (KBS2, 2013) - Lee Soo-jin (invitada, ep 10-12)
- Fantasy Tower (tvN, 2013) - Yoo-mi
- Hur Jun, the Original Story (MBC, 2013) - Gu A-nyeon
- Phantom (SBS, 2012) - Kwon Eun-seol (guest, ep 7)
- I Am Sam (KBS2, 2007) - Da-bin
- Merry Mary (MBC, 2007) - Choi Bi-dan
- Dasepo Girl: The Series (Super Action, 2006) - Doble ojo
- Lovers in Prague (SBS, 2005) - Jung Yeon-soo
- Love Is All Around (MBS, 2004) - Jin Pa-rang
- Sharp (KBS2, 2004) - Kang Dong-hee
- Honest Living (SBS, 2003) - Da-hyun
- The Bean Chaff of My Life (MBC, 2003)
- Drama City "My Beautiful First Love" (KBS2, 2003) - Mi-young (joven)